# 裏白鼠麴草
裏白鼠麴草（学名：Gnaphalium spicatum）为菊科鼠麴草屬下的一个种。

## 扩展阅读
- 維基物種上的相關：裏白鼠麴草